# Les Chakachas
Les Chakachas (également appelés The Chakachas ou Los Chakachas sur le marché international) sont un groupe musical belge, originaire de Bruxelles, actif entre la fin des années 1950 et le début des années 1970. Ils étaient formés par le chef d'orchestre Gaston Bogaerts (percussions, conga et tumba), Kari Kento (chant et maracas), Vic Ingeveldt (un Néerlandais originaire de Liège) (saxophone), Charlie Lots (trompette), Julianus Vanierschot  (piano), Henri Breyre (guitare et chœurs), et Bill Raymond (guitare basse). Tous étaient originaires de Schaerbeek (un quartier de Bruxelles), ou des environs de Charleroi, Willebroeck et Liège. 

## Histoire
Le groupe, composé de musiciens de studio, commence dans les années 1950 dans le genre cha-cha-chá. Il se popularise en 1958 avec la publication du single Eso es el amor, immédiatement devenu un classique du cha-cha-cha. Ils sont l'année suivante à l'origine d'autres grands hits de musique latine comme Canalla, Venus, ou encore Rebecca. Bien qu'il ne chantait alors qu'en espagnol, le groupe était en fait principalement composé de Belges, avec à sa tête Gaston Bogaerts (percussions), entouré de Henri Breyre (guitare), Bill Raymond (basse), Julianus Vanierschot (piano), Charlie Lots (trompette), le Liégeois Victor Ingeveldt (saxophone) et la chanteuse Kari Kento, originaire de Cuba. Par la suite, les Chakachas ont aussi chanté en français, par exemple avec Ça c'est du poulet, également un cha-cha-cha.
Une fois passée la grande vogue des rythmes d'inspiration afro-cubaine, les Chakachas se sont reconvertis dès 1961 dans le genre yéyé avec des titres comme Twist-Twist (1961), Hawaiian War Twist (1962), Big Strong Madison et Madison 62 (1962). Ils utilisent alors aussi la langue anglaise, et même occasionnellement l'allemand avec Der Twist ist passé et Mitternachts Hully-Gully (1963). En 1962, ils atteignent l'UK Singles Chart pour la première fois avec Twist Twist, à la 48e place.
Après une éclipse dans la seconde moitié des années 1960, ils publient à nouveau des titres en 1972 sous le signe de la soul avec Jungle Fever (en), très bien accueilli dans les discothèques avec sa rythmique funk obsédante, mais accompagnée de soupirs langoureux et de cris voluptueux qui lui ont valu d'être interdit à la BBC.
Gaston Bogaerts décède le 9 décembre 2022, à l'âge de 101 ans.

## Dans la culture populaire
La chanson Rebecca apparaît dans le film La Bataille d'Alger (1966). La chanson Jungle Fever (en) est incluse dans la bande originale du jeu vidéo Grand Theft Auto: San Andreas. Elle figure parmi les musiques additionnelles du film Les Reines du ring (2013). Le riff de Jungle Fever est repris par Dope Lemon dans Howl with Me. Jungle Fever a atteint la 8e place du Billboard Hot 100 et la 29e place de l'UK Singles Chart. 
La chanson Stories est également intégrée dans la bande originale du jeu vidéo Grand Theft Auto V sur la radio The LowDown 91.1.